# Claoxylon parviflorum
Claoxylon parviflorum är en törelväxtart som beskrevs av Adrien Henri Laurent de Jussieu. Claoxylon parviflorum ingår i släktet Claoxylon och familjen törelväxter. Inga underarter finns listade i Catalogue of Life.